# Kim Cesarion
Kim Hugo Leonel Niko Cesarion (Stoccolma, 10 luglio 1990) è un cantautore svedese.
Nato a Stoccolma nel 1990, ha origini della Guadalupa da parte del padre, mentre la madre è greca-svedese.

## Discografia
Album
- 2014 - Undressed

Singoli
- 2013 - Undressed
- 2013 - Brains Out
- 2014 - I Love This Life
- 2016 - Therapy